# بول هورن
بول م. هورن (من مواليد 16 أغسطس 1946) هو عالم الحاسوب الأمريكي وفيزيائي الحالة الصلبة الذي ساهم في الحوسبة المنتشرة، ورائد استخدام النحاس والتجميع الذاتي في تصنيع الرقائق، وساعد في إدارة تطوير الحوسبة العميقة، وهي أداة مهمة توفر لصناع القرار في الأعمال القدرة على تحليل وتطوير حلول للمشاكل المعقدة والصعبة للغاية.

## النشأة والتعليم
ولد هورن في 16 أغسطس 1946 وتخرج من كلية كلاركسون في عام 1968 بدرجة البكالوريوس في العلوم. حصل على الدكتوراه من جامعة روتشستر في الفيزياء في عام 1973.

## المهنة
كان هورن، في أوقات مختلفة، نائباً أول لرئيس شركة آي بي إم والمدير التنفيذي للبحوث. أثناء وجوده في آي بي إم، بدأ مشروع تطوير Watson ، حيث أظهر الكمبيوتر الذي شارك بنجاح في الاختبار Jeopardy!
يشغل حاليًا منصب عالِم متميز في جامعة نيويورك (NYU) ومدير تنفيذي في جامعة نيويورك ستيرن. وهو أيضًا أستاذ في كلية الهندسة في جامعة نيويورك تاندون. في عام 2009 ، تم تعيينه كنائب أول لرئيس قسم الأبحاث في جامعة نيويورك.

## جوائز
- وسام معهد البحوث الصناعية (IRI) تكريما لإسهاماته في قيادة التكنولوجيا، 2005
- الجمعية الفيزيائية الأمريكية ، جائزة جورج إي بيك، 2002
- ميدالية هوتشيسون من جامعة روتشستر، 2002
- جائزة بيك من الجمعية الفيزيائية الأمريكية، 2002
- جائزة القيادة المتميزة من قاعة نيويورك للعلوم، 2000
- جائزة Bertram Eugene Warren من الرابطة البلورية الأمريكية، 1988